# Commission Arar
La Commission d'enquête sur les actions des responsables canadiens relativement à Maher Arar, plus connue sous le nom de « commission Arar », était une commission d'enquête publique enquêtant sur le transfert et la torture de Maher Arar. Elle a publié le Rapport sur les événements concernant Maher Arar en 2006 qui contient les résultats de l'enquête de la commission. Le commissionnaire de l'enquête était le juge Dennis O'Connor.